# Cagliari (provins)
Cagliari (italienska: Provincia di Cagliari, sardiska: Provìntzia de Casteddu) var en provins i regionen Sardinien i Italien. Cagliari är huvudort i provinsen. Provinsen etablerades 1859 i Kungariket Sardinien. Provinsen Nuoro bröts ut 1927 och provinserna Carbonia-Iglesias och Medio Campidano 2001. Provinsen upphörde 2016 och de kvarvarande kommunerna delades mellan provinsen Sydsardinien och storstadsregionen Cagliari

## Administrativ indelning
Provinsen Cagliari är indelad i 71 comuni (kommuner) 2015.

## Geografi
Provinsen Cagliari gränsar:
- i norr mot provinserna Oristano, Nuoro och Ogliastra
- i öst och syd mot Medelhavet
- i väst mot provinserna Carbonia-Iglesias och Medio Campidano